# Terpsichore praeceps
Terpsichore praeceps là một loài dương xỉ trong họ Polypodiaceae. Loài này được Sundue & M. Kessler mô tả khoa học đầu tiên năm 2008.